# Martin Heinrich Rathke
Martin Heinrich Rathke (Danzica, 1793 – Königsberg, 1860) è stato un medico tedesco.
Considerato insieme a Christian Heinrich Pander e Karl Ernst von Baer uno dei fondatori dell'embriologia, fu docente all'università di Dorpat dal 1829 al 1835 e all'università di Königsberg dal 1835 in poi.
Da lui prende nome la tasca di Rathke, che negli embrioni degli Amnioti rappresenta una rudimentale adenoipofisi.